# Gioco da tavolo cooperativo

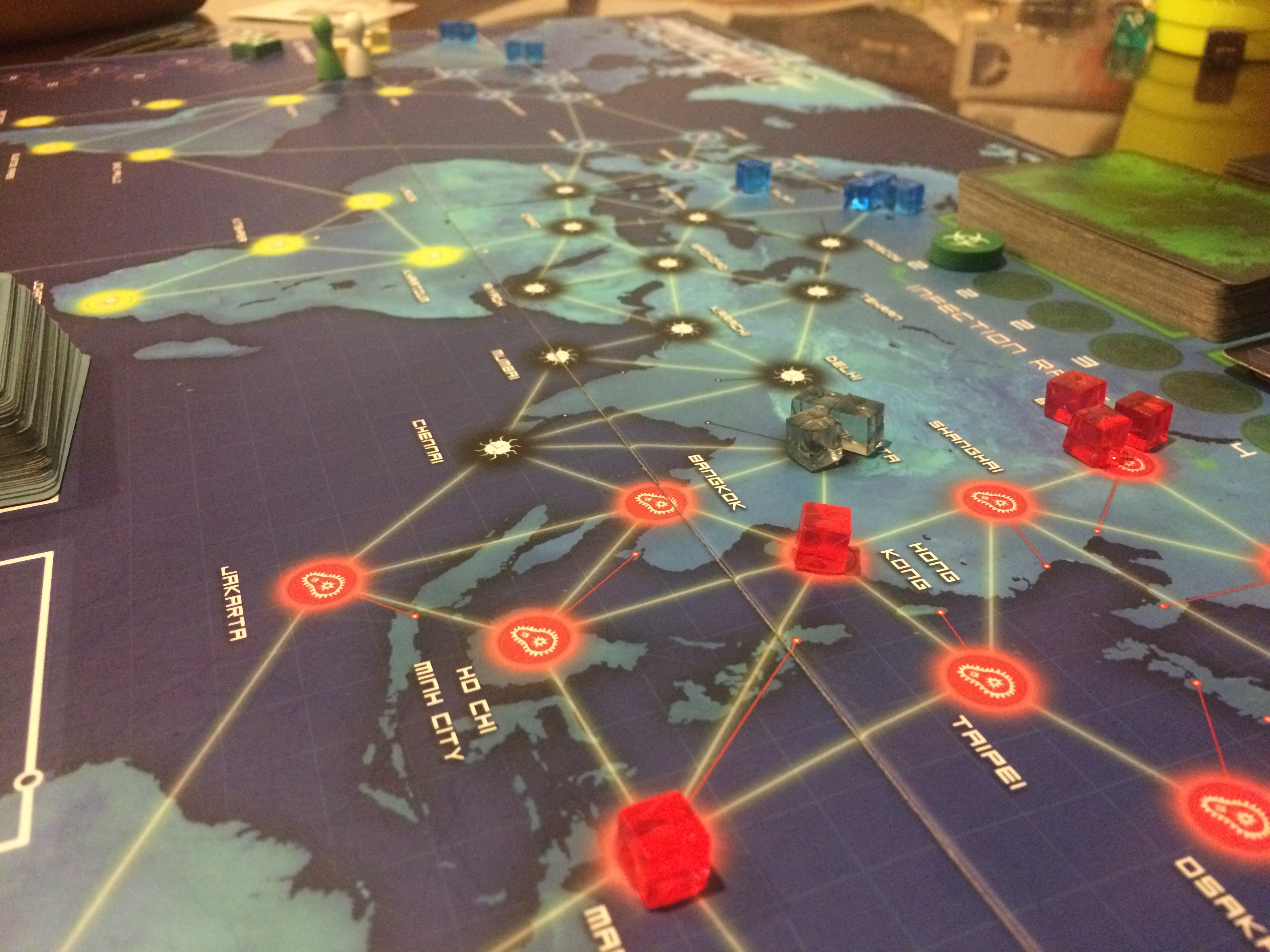
Pandemia, un gioco da tavolo collaborativo

I giochi da tavolo cooperativi (o collaborativi), sono un tipo di gioco da tavolo in cui i giocatori uniscono le forze contro il gioco stesso per raggiungere un obiettivo comune, vincendo o eventualmente perdendo tutti assieme.
Come suggerisce il nome, i giochi cooperativi enfatizzano la cooperazione sulla competizione tra i giocatori. I partecipanti in genere giocano contro il gioco, e talvolta anche contro uno o due altri giocatori, che assumono il ruolo di traditori.
Questo tipo di gioco incoraggia o richiede ai giocatori di lavorare insieme per battere il gioco. Vi è poca o nessuna competizione tra i giocatori: tutti i giocatori vincono la partita se raggiungono un obiettivo predeterminato, e tutti i giocatori perdono la partita, spesso non raggiungendo l'obiettivo prima che si verifichi un determinato evento.
In molti giochi cooperativi contemporanei, ad ogni turno le carte sono pescate da un mazzo di eventi casuali, che forniscono in tal modo la sfida nel gioco, che aumenta nel corso della partita rendendo sempre più difficile la vittoria per i giocatori.
Nei giochi da tavolo cooperativi le informazioni possono essere pubbliche od oscurate. Nel caso di informazioni oscurate ogni giocatore possiede delle informazioni che non può condividere con il resto dei giocatori. Questa modalità ha lo scopo di acuire l'intesa fra i giocatori, che dovranno lavorare assieme verso una soluzione comune, desumendo le informazioni mancanti dal comportamento dei propri compagni di gioco, e fidandosi ciecamente delle loro scelte.

## Giochi cooperativi
Ecco una lista non esaustiva di giochi da tavolo cooperativi moderni:
- Arkham Horror
- Hanabi
- Just One
- Le leggende di Andor
- Mysterium
- Pandemia
- Scotland Yard
- Shadows over Camelot
- Luxastra